# Фрейзер Кемпбелл
Фрейзер Кемпбелл (англ. Fraizer Campbell; нар. 13 вересня 1987, Гаддерсфілд) — англійський футболіст, нападник «Крістал Пелес».

## Клубна кар'єра
Народився 13 вересня 1987 року в місті Гаддерсфілд. Вихованець футбольної школи «Манчестер Юнайтед». Дорослу футбольну кар'єру розпочав 2005 року в основній команді того ж клубу, проте не зміг пробитися у основний склад і до 2009 року по сезону був змушений провести в оренді за «Антверпен», у складі якого був одним з головних бомбардирів команди, маючи середню результативність на рівні 0,64 голу за гру першості, «Галл Сіті», де також був серед найкращих голеодорів, відзначаючись забитим голом в середньому щонайменше у кожній третій грі чемпіонату, а також за «Тоттенгем Готспур», в якому не мав стабільного місця в основному складі.

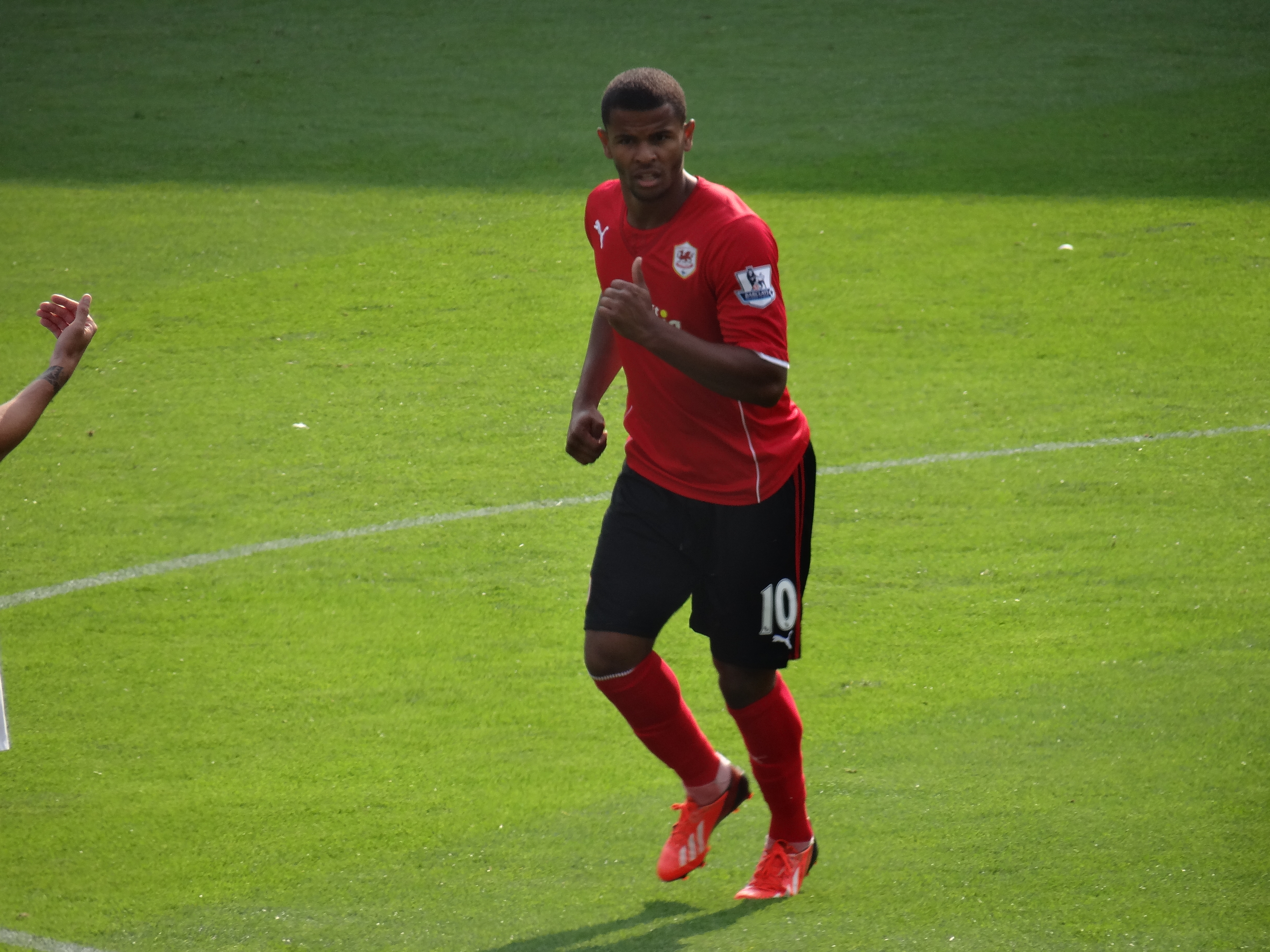
Фрейзер Кемпбелл під час виступів за «Кардіфф Сіті». 25 серпня 2013 року.

До складу клубу «Сандерленд» приєднався 11 липня 2009 року за 3,5 млн фунтів. Протягом наступних 3,5 років провів за клуб з Сандерленда 58 матчів в національному чемпіонаті.
21 січня 2013 перейшов до валлійського «Кардіфф Сіті», з яким в тому ж сезоні виграв Чемпіоншіп і повернувся в еліту. За підсумками сезону 2013/14 валлійський клуб зайняв останнє 20 місце в Прем'єр-лізі і вилетів надад до Чемпіоншіпу. 
24 липня 2014 року перейшов в «Крістал Пелес». Відтоді встиг відіграти за лондонський клуб 31 матч в національному чемпіонаті.

## Виступи за збірні
У 2003—2004 роках виступав за юнацькі збірні Англії до 16, 17 та 18 років, за які загалом провів десять матчів.
Протягом 2008–2009 років залучався до складу молодіжної збірної Англії, разом з якою був учасником молодіжного чемпіонату Європи 2009 року і здобув срібні нагороди турніру. Всього на молодіжному рівні зіграв у 14 офіційних матчах, забив 4 голи.
29 лютого 2012 року дебютував в офіційних матчах у складі національної збірної Англії в товариській грі проти збірної Нідерландів, яку англійці програли з рахунком 2-3.
Наразі цей матч є єдиним для Фрейзера в футболці національної збірної.

## Статистика виступів

### Клуб
| Клуб                | Сезон   | Ліга | Ліга  | Кубок | Кубок | Кубок ліги | Кубок ліги | Єврокубки | Єврокубки | Інше | Інше  | Всього | Всього |
| Клуб                | Сезон   | Ігор | Голів | Ігор  | Голів | Ігор       | Голів      | Ігор      | Голів     | Ігор | Голів | Ігор   | Голів  |
| ------------------- | ------- | ---- | ----- | ----- | ----- | ---------- | ---------- | --------- | --------- | ---- | ----- | ------ | ------ |
| «Манчестер Юнайтед» | 2006–07 | 0    | 0     | 0     | 0     | 0          | 0          | 0         | 0         | –    | –     | 0      | 0      |
| «Антверпен»         | 2006–07 | 31   | 20    | 5     | 3     | –          | –          | –         | –         | 2    | 1     | 38     | 24     |
| «Манчестер Юнайтед» | 2007–08 | 1    | 0     | 0     | 0     | 1          | 0          | 0         | 0         | 0    | 0     | 2      | 0      |
| «Галл Сіті»         | 2007–08 | 34   | 15    | 0     | 0     | 0          | 0          | –         | –         | 3    | 0     | 37     | 15     |
| «Манчестер Юнайтед» | 2008–09 | 1    | 0     | 0     | 0     | 0          | 0          | 0         | 0         | 1    | 0     | 2      | 0      |
| «Манчестер Юнайтед» | Всього  | 2    | 0     | 0     | 0     | 1          | 0          | 0         | 0         | 1    | 0     | 4      | 0      |
| «Тоттенгем Готспур» | 2008–09 | 10   | 1     | 1     | 0     | 4          | 2          | 7         | 0         | –    | –     | 22     | 3      |
| «Сандерленд»        | 2009–10 | 31   | 4     | 2     | 2     | 3          | 1          | –         | –         | –    | –     | 36     | 7      |
| «Сандерленд»        | 2010–11 | 3    | 0     | 0     | 0     | 1          | 0          | –         | –         | –    | –     | 4      | 0      |
| «Сандерленд»        | 2011–12 | 12   | 1     | 3     | 1     | 0          | 0          | –         | –         | –    | –     | 15     | 2      |
| «Сандерленд»        | 2012–13 | 12   | 1     | 0     | 0     | 0          | 0          | –         | –         | –    | –     | 12     | 1      |
| «Сандерленд»        | Всього  | 58   | 6     | 5     | 3     | 4          | 1          | –         | –         | –    | –     | 67     | 10     |
| «Кардіфф Сіті»      | 2012–13 | 12   | 7     | 0     | 0     | 0          | 0          | –         | –         | –    | –     | 12     | 7      |
| «Кардіфф Сіті»      | 2013–14 | 36   | 6     | 3     | 3     | 0          | 0          | –         | –         | –    | –     | 39     | 9      |
| «Кардіфф Сіті»      | Всього  | 48   | 13    | 3     | 3     | 0          | 0          | –         | –         | –    | –     | 51     | 16     |
| «Крістал Пелес»     | 2014–15 | 20   | 4     | 2     | 1     | 0          | 0          | –         | –         | –    | –     | 22     | 5      |
| «Крістал Пелес»     | 2015–16 | 11   | 0     | 3     | 1     | 1          | 1          | –         | –         | –    | –     | 15     | 2      |
| «Крістал Пелес»     | Всього  | 31   | 4     | 5     | 2     | 1          | 1          | –         | –         | –    | –     | 37     | 7      |
| Загалом             | Загалом | 211  | 57    | 19    | 11    | 10         | 4          | 7         | 0         | 6    | 1     | 255    | 75     |

### Статистика виступів за збірну
Станом на 25 квітня 2012 року
| Дата       | Місто  | Господарі | Результат | Гості      | Турнір           | Голи | Примітки |
| ---------- | ------ | --------- | --------- | ---------- | ---------------- | ---- | -------- |
| 29/02/2012 | Лондон | Англія    | 2 – 3     | Нідерланди | товариський матч | -    |          |
| Усього     |        | Матчів    | 1         |            | Голів            | 0    |          |

## Досягнення
- Володар Суперкубка Англії: 2008